# Orden Karabaj
Orden Karabaj (en azerí: “Qarabağ” ordeni) es la orden de la República de Azerbaiyán. La orden se creó con motivo de la victoria de Azerbaiyán en la segunda guerra del Alto Karabaj.

## Historia
El 11 de noviembre de 2020, el presidente de la República de Azerbaiyán, Ilham Aliyev, en una reunión con militares heridos que participaron en la segunda guerra del Alto Karabaj, dijo que se establecerían nuevas órdenes y medallas en Azerbaiyán, y que dio las instrucciones apropiadas sobre la adjudicación de civiles y militares que demostraron “heroísmo en el campo de batalla y en la retaguardia y se distinguieron en esta guerra”. También propuso los nombres de estas órdenes y medallas. El 20 de noviembre de 2020, en la sesión plenaria de la Asamblea Nacional de la República de Azerbaiyán, se sometió a debate un proyecto de ley sobre enmiendas al proyecto de ley "Sobre el establecimiento de órdenes y medallas de la República de Azerbaiyán".
La Orden Karabaj se estableció el mismo día en primera lectura de conformidad con el proyecto de ley "Sobre el establecimiento de órdenes y medallas de la República de Azerbaiyán" con motivo de la victoria de Azerbaiyán en la segunda guerra del Alto Karabaj. La descripción de la Orden Karabaj de la República de Azerbaiyán fue aprobada por la Ley de la República de Azerbaiyán el 26 de noviembre de 2020.

### Premiados de la Orden Karabaj
El 9 de diciembre de 2020, el presidente de Azerbaiyán, Ilham Aliyev, firmó una orden para adjudicar a 204 militares. 48 militares fueron premiados póstumamente con la Orden Karabaj. Entre los premiados se encuentran Mais Bərxudarov, Comandante del Cuerpo de Ejército, Hikmat Hasanov, Comandante del 1.er Cuerpo de Ejército, Arzu Rahimov, Nizam Osmanov, Shahin Mammadov, etc.

## Estatus
La Orden Karabaj se otorga a los militares de las Fuerzas Armadas de Azerbaiyán que hayan dado ejemplo de valor y valentía en la liberación de los territorios ocupados de Azerbaiyán, la destrucción del personal y el equipo militar del enemigo, que hayan demostrado valor y determinación en el cumplimiento del deber militar y el servicio militar en condiciones de amenaza real para la vida y la salud durante las operaciones de combate, que presten servicios excepcionales en el restablecimiento y la protección de la frontera estatal de Azerbaiyán, así como a otras personas que presten servicios especiales para garantizar la integridad territorial de Azerbaiyán. La Orden Karabaj de Azerbaiyán se lleva en el lado izquierdo del pecho y si hay otras órdenes y medallas de Azerbaiyán, se adjunta a ellas, pero después de la Orden Zafar.